# Église Divo Martino de Portofino
L'église Divo Martino est une église catholique située à Portofino, en Ligurie en Italie.

## Localisation
L'église se situe dans le village de Portofino dans la ville métropolitaine de Gênes.

## Historique
La première construction de l'église, dédiée à Martin de Tours, remonte au 986, lorsqu'elle remplace une chapelle primitive située près du quai. Elle présente à l'origine un style roman lombard, tout comme la voisine église San Giorgio de Portofino. Le bâtiment a fait au cours de son histoire l'objet de nombreuses interventions qui en ont changé l'apparence ; son aspect actuel est le résultat de travaux effectués à la fin du XIXe siècle.

## Architecture
L'église présente un plan à trois nefs. Une rosace caractérise la façade.

## Mobilier
À l'intérieur, on trouve plusieurs œuvres picturales et sculpturales, notamment une sculpture en bois représentant la Déposition du Christ du sculpteur génois Anton Maria Maragliano.

## Galerie d'images

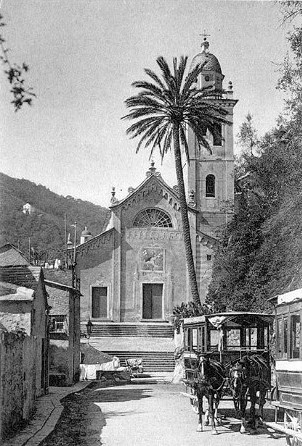
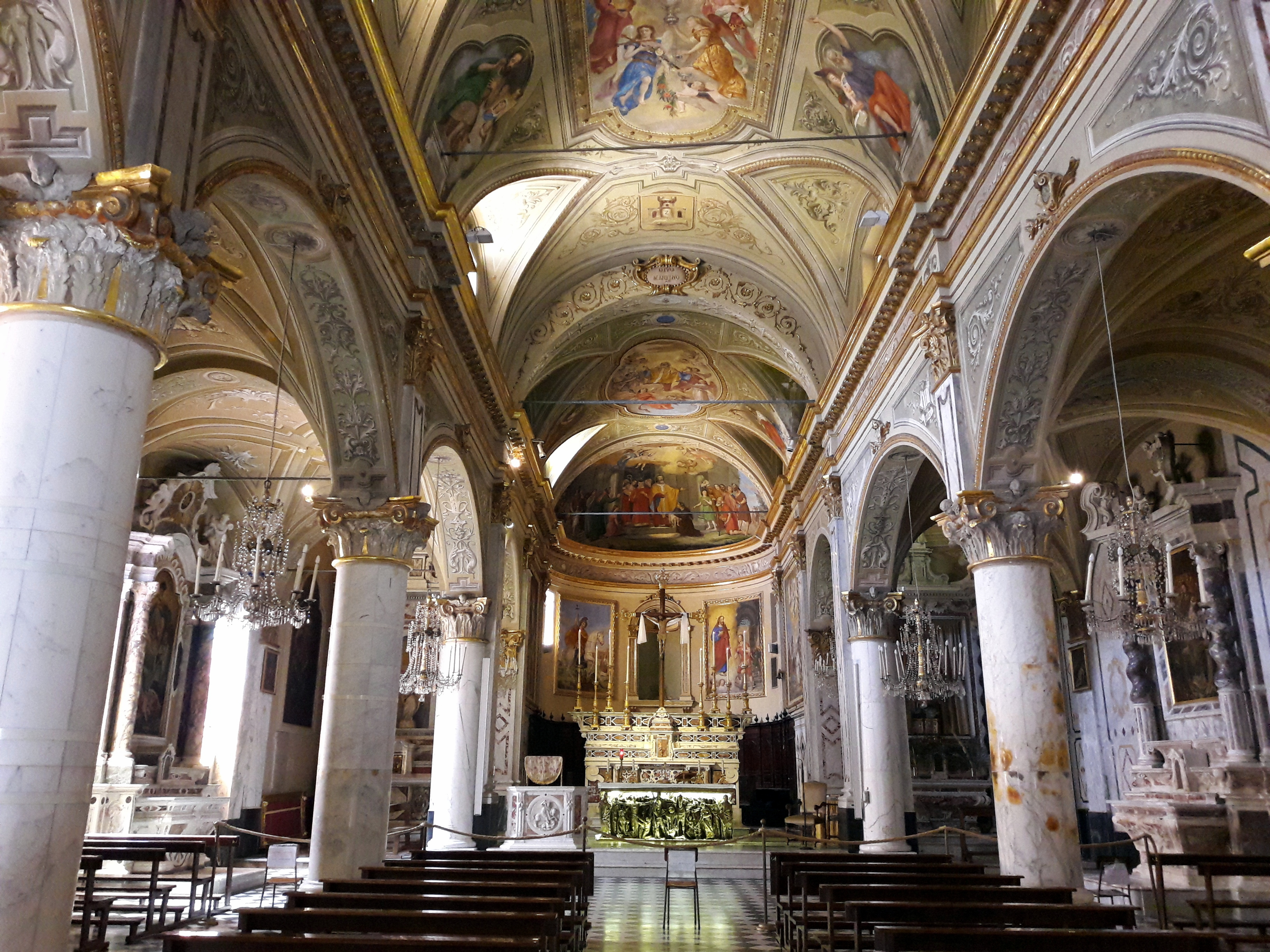
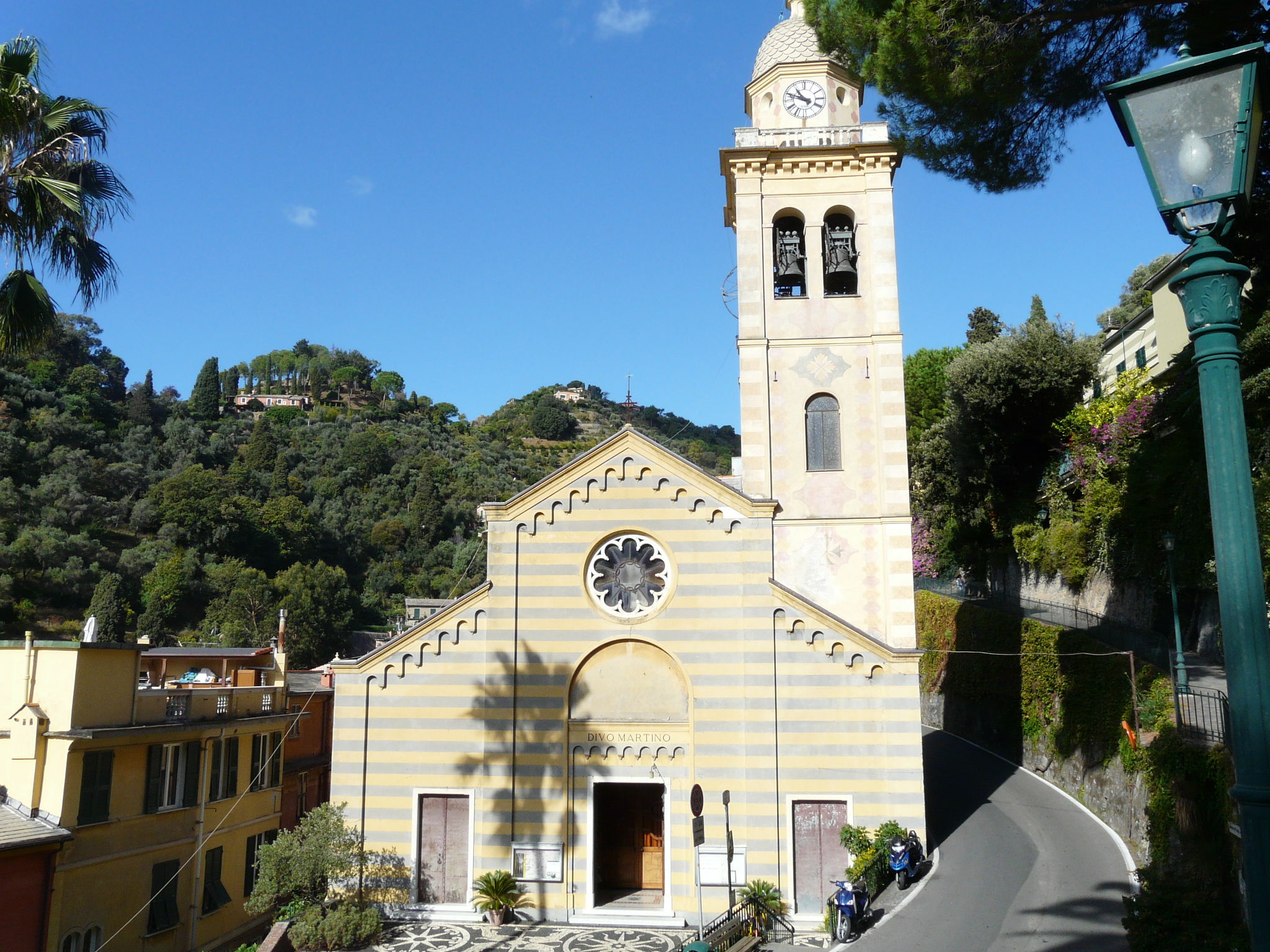